# Дидубийски пантеон
Дидубийският пантеон (на грузински: დიდუბის პანთეონი) е гробищен парк в Тбилиси, където са погребани видни културни, обществени и политически дейци.

## История
Създаването на пантеона започва през 1893 г., когато по решение на Дружеството за насърчаване на грамотността сред грузинците тленните останки на великия грузински поет Николоз Бараташвили са пренесени от град Ганджа в малкото гробище край нововъзстановената църква „Дева Мария“ в квартал „Дидубе“ на Тбилиси. Същата година там е погребан и видният грузински писател Александър Казбеги. В периода 1915 – 1916 г. Дружеството работи по проект за създаване на пантеон за погребения на видни дейци. През 1938 г. е взето решение за закриването му и преместване на някои тленни останки в Пантеон „Мтацминда“, но поради протести следващата година е отменено. През 1945 г. гробищният парк е разширен и благоустроен.
През 2015 г. е официално обявено закриването на некропола поради липса на площ за нови погребения.

## Погребани в Пантеона
Сред погребенията в гробищния парк са:
- Григол Абашидзе (1914 – 1994), грузински поет
- Кита Абашидзе (1870 – 1917), грузински обществен деец
- Тамара Абакелия (1905 – 1953), грузинска скулпторка, театрална художничка, график
- Тенгиз Абуладзе (1924 – 1994), грузински режисьор, народен артист на СССР
- Зураб Авалишвили (1876 – 1944), грузински общественик, историк, дипломат и юрист
- Елгуджа Амашукели (1928 – 2002), съветски и грузински скулптор
- Луарсаб Андроников (1872 – 1939), грузински и руски адвокат
- Яков Анфимов (1852 – 1930), руски невропатолог и психиатър
- Елена Ахвледиани (1901 – 1975), грузинска художничка, график
- Наталия Бурмистрова (1918 – 2008), актриса, народна артистка на СССР
- Акаки Васадзе (1899 – 1978), грузински актьор и режисьор, народен артист на СССР
- Екатерина Габашвили (1851 – 1938), грузинска писателка
- Георги Гегечкори (1923 – 2003), грузински актьор, народен артист на Грузинска ССР
- Терентий Гранели (1897 – 1934), грузински поет и есеист
- Мария Давиташвили (1907 – 1975) – грузинска актриса, народна артистка на Грузинска ССР
- Вера Давидова (1906 – 1993), съветска оперна певица и преподавател, народна артистка на РСФСР и Грузинска ССР
- Зураб Жвания (1963 – 2005), министър-председател на Грузия
- Реваз Инанишвили (1926 – 1991), грузински писател и сценарист
- Павел Ингороква (1893 – 1983), грузински историк и филолог
- Джаба Йоселиани (1926 – 2003), грузински политик и военен лидер
- Отия Йоселиани (1930 – 2011), грузински и съветски писател
- Николай Канделаки (1889 – 1970), грузински скулптор, основател на монументалното училище по скулптура в Грузия
- Платон Кешелава (1893 – 1963), грузински общественик, писател и критик
- Аполон Кутателадзе (1900 – 1972), грузински художник, график, заслужил деятел на изкуството на Грузинската ССР
- Отар Коберидзе (1924 – 2015), грузински актьор и режисьор, народен артист на Грузия
- Константин Леселидзе (1903 – 1944), съветски военачалник, генерал-полковник
- Коте Махарадзе (1926 – 2002), съветски и грузински актьор, телевизионен водещ
- Гурам Панджикидзе (1933 – 1997), грузински писател на научна фантастика
- Александър Ройнашвили (1846 – 1898), първият професионален фотограф от грузински произход, етнограф и колекционер
- Соломон Тавадзе (1890 – 1960), писател, поет и преводач
- Микел Тамарати (1858 – 1911), грузински католически свещеник, учен, църковен историк, общественик.
- Пьотр Умиков (1838 – 1904), грузински народен писател, общественик, публицист, колекционер и издател на грузински фолклор, журналист, учител, драматург, театрален деятел, комедиен артист.
- Симон Хечинашвили (1919 – 2010), оториноларинголог, държавен и политически деец, академик на Академията на медицинските науки, академик на Академията на науките на Грузия.
- Софико Чиаурели (1937 – 2008), грузинска и съветска актриса
- Резо Чхеидзе (1926 – 2015), съветски грузински филмов режисьор и актьор
- Рамаз Чхиквадзе (1928 – 2011), съветски грузински театрален и филмов актьор, народен артист на СССР
- Лия Елиава (1934 – 1998), съветска и грузинска актриса
- Серго Клдиашвили (1893 – 1986), грузински съветски журналист, драматург, сценарист и писател
- Артур Лейст (1852 – 1927) – германски преводач на класическа грузинска и арменска литература
- Константин Макашвили (1876 – 1927) – грузински поет
- Иракли Туидзе (1902 – 1985) – грузински живописец и график